# Принцип обережності
Принцип обережності (або запобіжний підхід) — широкий епістемологічний, філософський і правовий підхід до інновацій, які потенційно можуть завдати шкоди, коли відсутні обширні наукові знання з цього питання. Він наголошує на обережності, паузах і перегляді перед тим, як почати нові інновації, які можуть виявитися катастрофічними. Критики стверджують, що він розпливчастий, самоскасується, ненауковий і є перешкодою для прогресу.
В інженерному контексті принцип обережності проявляється як фактор безпеки, детально розглянутий у монографії Елішакова. Очевидно, це було запропоновано в цивільному будівництві Беліндором у 1729 році. Взаємозв'язок між запасом міцності та надійністю широко досліджується інженерами та філософами.
Цей принцип часто використовується особами, які формують політику, у ситуаціях, коли є ймовірність заподіяння шкоди внаслідок ухвалення певного рішення (наприклад, певного курсу дій), а переконливих доказів ще немає. Наприклад, уряд може ухвалити рішення про обмеження широкого випуску ліків або нової технології, доки вони не будуть ретельно перевірені. Принцип визнає, що, попри те, що науково-технічний прогрес часто приносив велику користь людству, він також сприяв створенню нових загроз і ризиків. Це означає, що є соціальна відповідальність за захист громадськості від впливу такої шкоди, коли наукове дослідження виявило ймовірний ризик. Ці заходи захисту слід пом'якшити, лише якщо з'являться подальші наукові відкриття, які нададуть обґрунтовані докази того, що шкоди не буде.
Цей принцип став основоположним обґрунтуванням для великої та зростаючої кількості міжнародних договорів і декларацій у сферах сталого розвитку, охорони навколишнього середовища, охорони здоров'я, торгівлі та безпеки харчових продуктів, хоча часом він викликав дискусію щодо того, як правильно визначити його та застосувати до складних сценаріїв із кількома ризиками. У деяких правових системах, як-от у законодавстві Європейського Союзу, застосування принципу застережності стало обов'язковим у законі в деяких галузях права.

## Походження і теорія
Зазвичай вважається, що поняття «принцип запобіжності» виникло в англійській мові з перекладу німецького терміна Vorsorgeprinzip у 1970-х роках у відповідь на деградацію лісів і забруднення моря, коли німецькі законодавці прийняли закон про чисте повітря, що забороняє використання певних речовин, які ймовірно спричиняють шкоди навколишньому середовищу, хоча докази їх впливу на той час були непереконливими. Концепція була введена в екологічне законодавство разом з іншими інноваційними (на той час) механізмами, такими як «забруднювач платить», принцип запобігання забрудненню та відповідальність за виживання майбутніх екосистем.
Принцип обережності був проголошений у філософії Гансом Йонасом у його тексті «Імператив відповідальності» 1979 року, де Йонас стверджував, що технологія змінила діапазон впливу людських дій, і, як така, етику необхідно змінити таким чином, щоб віддалені наслідки тепер слід обміркувати свої дії. Його максима розроблена таким чином, щоб втілити принцип обережності у своєму приписі: «Дій так, щоб наслідки твоїх дій були сумісні з постійністю справжнього людського життя» або, навпаки, «не поступайся умовам для нескінченного продовження людство на землі». Щоб досягти цього, Джонас виступав за культивування обережного, навіть страшного ставлення до дій, які можуть поставити під загрозу майбутнє людства або біосфери, яка це підтримує.
У 1988 році Конрад фон Мольтке описав німецьку концепцію для британської аудиторії, яку він переклав англійською мовою як принцип обережності.:31
В економіці принцип обережності аналізувався з точки зору «впливу на раціональне ухвалення рішень», «взаємодії незворотності» та «невизначеності». Такі автори, як Епштейн (1980) та Ерроу та Фішер (1974) показують, що «незворотність можливих майбутніх наслідків» створює «квазіопціональний ефект», який має спонукати «нейтральне до ризику» суспільство надавати перевагу поточному рішення, які забезпечують більшу гнучкість у майбутньому. Голлієр та ін. зробити висновок, що «більша наукова невизначеність щодо розподілу майбутнього ризику — тобто більша варіативність переконань — має спонукати суспільство вживати сильніших профілактичних заходів сьогодні».
Принцип також випливає з релігійних переконань, згідно з якими певні сфери науки і техніки повинні бути обмежені, оскільки вони «належать до царства Бога», як постулювали принц Чарльз і папа Бенедикт XVI.

## Формулювання
Існує багато визначень принципу обережності: обережність можна визначити як «завчасна обережність», «обережність, яка практикується в контексті невизначеності» або усвідомлена розсудливість. В основі принципу лежать дві ідеї::34
- вираження потреби осіб, які ухвалюють рішення, передбачити шкоду до того, як вона станеться. У цьому елементі лежить непряме повернення тягаря доведення: відповідно до принципу запобіжних заходів ініціатор діяльності зобов'язаний встановити, що запропонована діяльність не призведе (або дуже малоймовірно) призведе до значної шкоди.
- концепція пропорційності ризику та вартості та здійсненності запропонованої дії.

Одна з основних основ принципу обережності та загальновизнаних визначень є результатом роботи Конференції в Ріо або «Саміту Землі» в 1992 році. Принцип 15 Декларації Ріо зазначає:
|  | З метою захисту довкілля держави широко застосовують підхід, заснований на принципі обережності, відповідно до своїх можливостей. Якщо існує загроза серйозної або незворотної шкоди, відсутність повної наукової визначеності не повинна використовуватися як причина для відкладення економічно ефективних заходів щодо запобігання погіршенню стану довкілля. Декларація Ріо, 1992 |

У 1998 році Мережа науки та охорони навколишнього середовища скликала Заяву Wingspread про принцип запобіжних заходів, яка завершилася таким формулюванням, описаним Стюартом Брендом як «найчіткішим і найчастіше цитованим»:
|  | Коли діяльність створює загрозу шкоди здоров'ю людей або навколишньому середовищу, слід вживати запобіжних заходів, навіть якщо деякі причинно-наслідкові зв'язки не є повністю встановленими з наукової точки зору. У цьому контексті прихильник діяльності, а не громадськість, повинен нести тягар доведення. |

У лютому 2000 року Комісія Європейських Співтовариств зазначила в Повідомленні Комісії щодо принципу обережності, що «принцип обережності не визначено в Договорах Європейського Союзу, які передбачають його [Принцип обережності] лише один раз — до захисту навколишнього середовища. Але на практиці його сфера дії є набагато ширшою, і особливо там, де попередня об'єктивна наукова оцінка вказує на наявність обґрунтованих підстав для занепокоєння щодо того, що потенційно небезпечний вплив на навколишнє середовище, здоров'я людей, тварин або [і] рослин може бути несумісним із високим рівнем захисту [для того, що] обрано для Спільноти.»:10
У Картахенському протоколі з біобезпеки від січня 2000 року щодо суперечок щодо ГМО сказано: «Відсутність наукової впевненості через недостатню відповідну наукову інформацію… не перешкоджає Стороні [І]імпорту, щоб уникнути або звести до мінімуму такий потенційний несприятливий вплив, як наслідки від ухвалення відповідного рішення щодо імпорту відповідного живого модифікованого організму».:6

## Застосування
Різні інтереси, представлені різними групами, що пропонують принцип, призвели до великої варіативності його формулювання: одне дослідження виявило 14 різних формулювань принципу в договорах і позадоговірних деклараціях. Р. Б. Стюарт (2002) звів принцип обережності до чотирьох основних версій:
- Наукова невизначеність не повинна автоматично виключати регулювання діяльності, яка створює потенційний ризик значної шкоди (неперешкоджання).
- Регуляторний контроль повинен включати запас міцності; діяльність має бути обмежена нижче рівня, на якому не спостерігалося або не прогнозувалося жодного несприятливого впливу (запас безпеки).
- Діяльність, яка представляє невизначений потенціал значної шкоди, повинна відповідати вимогам щодо найкращих доступних технологій, щоб мінімізувати ризик заподіяння шкоди, якщо ініціатор діяльності не доведе, що вона не становить значного ризику заподіяння шкоди (BAT).
- Діяльність, яка представляє невизначений потенціал для значної шкоди, повинна бути заборонена, якщо ініціатор діяльності не доведе, що вона не становить значного ризику для шкоди (заборонний).

Керолін Раффенспергер з конвенції Wingspread поставила цей принцип на противагу підходам, заснованим на управлінні ризиками та аналізі витрат і вигод. Девід Броуер (Friends of the Earth) дійшов висновку, що «всі технології слід вважати винними, доки не буде доведено, що вони невинні». Фрімен Дайсон описав застосування принципу обережності як «навмисно одностороннє», наприклад, коли він використовується як виправдання для знищення дослідницьких плантацій генної інженерії та погроз дослідникам, незважаючи на наукові докази, що демонструють відсутність шкоди.
|  | Принцип обережності говорить, що якщо якийсь спосіб дій несе в собі навіть віддалену ймовірність непоправної шкоди для екології, то ви не повинні цього робити, незалежно від того, наскільки великими можуть бути можливі переваги від цієї дії. Ви не маєте права зважувати витрати та вигоди, коли вирішуєте, що робити. Фрімен Дайсон, звіт Всесвітнього економічного форуму 2001 року |

Як зазначили Руперт і О'Ріордан, проблема застосування принципу полягає в тому, щоб «надати зрозуміти, що відсутність певності або недостатній аналіз, заснований на доказах, не є перешкодою для інновацій, доки не існує розумної ймовірності серйозної шкоди». Відсутність цього тонкого застосування за Стюартом Брандом робить принцип «самоскасовуючим», бо «ніщо не є повністю встановленим» у науці, починаючи від самого принципу обережності й включаючи «гравітацію чи дарвінівську еволюцію». Збалансоване застосування повинно гарантувати, що «запобіжні заходи повинні бути» вжиті лише «на ранніх стадіях», і коли «будуть встановлені відповідні наукові докази», регуляторні заходи повинні реагувати лише на ці докази.

### Сильний проти слабкого
Суворі запобіжні заходи стверджують, що регулювання потрібне щоразу, коли існує можливий ризик для здоров'я, безпеки чи навколишнього середовища, навіть якщо підтверджуючі докази є спекулятивними і навіть якщо економічні витрати регулювання є високими.:1295–96У 1982 році Всесвітня хартія природи Організації Об'єднаних Націй дала перше міжнародне визнання жорсткій версії принципу, припускаючи, що якщо «потенційні негативні наслідки не повністю зрозумілі, діяльність не повинна продовжуватися». Ще одним прикладом сильної версії є широко розрекламована Декларація про розмах крил, яка була прийнята на зустрічі екологів у 1998 році. Суворі запобіжні заходи також можна назвати принципом «без жодного жалю», коли в профілактичних діях витрати не враховуються.
Слабкий запобіжний захід стверджує, що відсутність наукових доказів не перешкоджає діям, якщо в іншому випадку пошкодження було б серйозним і незворотним.:1039 Люди щодня вживають слабких запобіжних заходів і часто несуть витрати, щоб уникнути небезпек, які далеко не безперечні: ми не гуляємо в помірно небезпечних місцях вночі, ми виконуємо фізичні вправи, ми купуємо детектори диму, ми пристібаємо ремені безпеки.
За публікацією Міністерства фінансів Нової Зеландії,
|  | Слабка версія [принципу обережності] є найменш обмежувальною і дозволяє вживати превентивних заходів в умовах невизначеності, але не вимагає їх (наприклад, Декларація Ріо-де-Жанейро 1992 року; Рамкова конвенція Організації Об'єднаних Націй про зміну клімату 1992 року). Для того, щоб задовольнити поріг шкоди, необхідно мати певні докази, що стосуються як ймовірності настання, так і тяжкості наслідків. Деякі, але не всі, вимагають врахування витрат на запобіжні заходи. Слабкі формулювання не перешкоджають зважуванню переваг і витрат. Інші фактори, окрім наукової невизначеності, в тому числі економічні міркування, можуть бути законними підставами для відкладення дій. У слабких формулюваннях вимога обґрунтувати необхідність дій (тягар доведення), як правило, покладається на тих, хто виступає за вжиття запобіжних заходів. Не згадується про передачу відповідальності за шкоду, заподіяну довкіллю. Сильні версії виправдовують або вимагають вжиття запобіжних заходів, а деякі також встановлюють відповідальність за шкоду, завдану навколишньому середовищу, що фактично є сильною формою принципу "забруднювач платить". Наприклад, у Хартії Землі зазначено: "Коли знання є обмеженими, застосовуйте застережний підхід... Покладіть тягар доведення на тих, хто стверджує, що запропонована діяльність не завдасть значної шкоди, і покладіть на відповідальні сторони відповідальність за шкоду, заподіяну довкіллю". Перекладання тягаря доведення вимагає від тих, хто пропонує діяльність, довести, що продукт, процес або технологія є достатньо "безпечними" до того, як буде надано дозвіл. Вимога доведення "відсутності шкоди для довкілля" перед початком будь-якої діяльності означає, що громадськість не готова прийняти будь-який екологічний ризик, незалежно від того, які економічні чи соціальні вигоди можуть виникнути (Peterson, 2006). У крайньому випадку, така вимога може включати заборони та обмеження цілих класів потенційно загрозливих видів діяльності або речовин (Cooney, 2005). З часом відбулася поступова трансформація принципу обережності від того, що з'явилося в Декларації Ріо, до більш жорсткої форми, яка, як стверджується [ким], діє як стримуючий фактор розвитку за відсутності переконливих доказів того, що він не завдасть шкоди. |

### Міжнародні договори та декларації

#### «Принцип» проти «підходу»
Жодний вступ до принципу обережності не буде повним без короткого посилання на різницю між принципом обережності та підходом обережності. Принцип 15 Декларації Ріо-де-Жанейро 1992 року стверджує, що: «Для захисту навколишнього середовища держави повинні широко застосовувати запобіжний підхід відповідно до своїх можливостей. Якщо існує загроза серйозної або незворотної шкоди, відсутність повної наукової впевненості не повинна використовуватися як причина для відкладення економічно ефективних заходів для запобігання погіршенню навколишнього середовища». Як зазначив Гарсіа (1995), «формулювання, багато в чому подібне до принципу, дещо відрізняється тим, що: воно визнає, що можуть існувати відмінності в місцевих можливостях для застосування підходу, і закликає до економічної ефективності в застосуванні підхід, наприклад, врахування економічних і соціальних витрат». «Підхід» зазвичай вважається пом'якшенням «принципу».
|  | Як зазначає Рекуерда, різниця між принципом обережності та запобіжним підходом є розмитою, а в деяких контекстах - суперечливою. Під час переговорів щодо міжнародних декларацій Сполучені Штати виступали проти використання терміна "принцип", оскільки цей термін має особливі конотації в юридичній мові через те, що "принцип права" є джерелом права. Це означає, що він є обов'язковим, тому суд може скасувати або підтвердити рішення шляхом застосування принципу обережності. У цьому сенсі принцип обережності - це не просто ідея чи побажання, а джерело права. Таким є правовий статус принципу обережності в Європейському Союзі. З іншого боку, "підхід" зазвичай не має такого ж значення, хоча в деяких конкретних випадках підхід може бути обов'язковим. Обережний підхід - це особлива "лінза", що використовується для виявлення ризику, на який наражається кожна розсудлива людина (Recuerda, 2008). |

#### Європейський Союз
2 лютого 2000 року Європейська Комісія опублікувала Повідомлення про принцип обережності, в якому вона прийняла процедуру застосування цієї концепції, але не даючи її детального визначення. Пункт 2 статті 191 Лісабонського договору говорить про це
|  | Політика Союзу щодо довкілля має бути спрямована на високий рівень захисту, беручи до уваги різноманітність ситуацій у різних регіонах Союзу. Вона має ґрунтуватися на принципі обережності та на принципах, що необхідно вживати превентивних заходів, що екологічна шкода має бути в першу чергу усунена в джерелі, і що забруднювач має заплатити за завдану шкоду. |

Після ухвалення повідомлення Європейської комісії про принцип обережних заходів, цей принцип став основою для більшої частини політики ЄС, включно з сферами, що не стосуються екологічної політики. Станом на 2006 рік він був інтегрований у закони ЄС «у таких питаннях, як загальна безпека продуктів, використання добавок для використання в годівлі тварин, спалювання відходів і регулювання генетично модифікованих організмів».:282–83 Завдяки застосуванню в прецедентному праві він став «загальним принципом права ЄС».:283
У справі T-74/00 Artegodan Загальний суд (тоді Суд першої інстанції) виявив бажання екстраполювати обмежене положення принципу обережності в екологічній політиці в статті 191(2) ДФЄС до загального принцип права ЄС.

#### Франція
У Франції Хартія навколишнього середовища містить формулювання принципу обережності (стаття 5):
|  | Коли виникнення будь-якої шкоди, хоча і непередбачуваної за сучасного стану наукових знань, може завдати серйозної та незворотної шкоди навколишньому середовищу, органи державної влади, з належною повагою до принципу обережності та сфер, що перебувають під їхньою юрисдикцією, забезпечують здійснення процедур оцінки ризику та вжиття тимчасових заходів, співмірних з ризиком, з метою запобігання виникненню такої шкоди. |

#### Сполучені Штати
18 липня 2005 року міська влада Сан-Франциско прийняла постанову про закупівлю за принципом обережності, яка вимагає від міста зважити витрати на навколишнє середовище та здоров'я 600 мільйонів доларів США щорічних покупок — від миючих засобів до комп'ютерів. Члени Робочої групи району затоки з принципу запобіжних заходів зробили внесок у розробку Указу.

#### Австралія
Найважливішою справою в австралійському суді на сьогоднішній день, завдяки надзвичайно детальному розгляду принципу обережності, є Telstra Corporation Limited проти Ради Горнсбі Шир.
Цей принцип було підсумовано посиланням на Закон про захист навколишнього середовища Нового Південного Вельзу 1991 року, який сам по собі дає гарне визначення принципу:
|  | «Якщо існують загрози серйозної або незворотної шкоди навколишньому середовищу, відсутність повної наукової впевненості не повинна використовуватися як аргумент для відкладення заходів із запобігання погіршенню навколишнього середовища. При застосуванні принципу… рішення повинні керуватися: (i) ретельною оцінкою, щоб уникнути, де це можливо, серйозної або незворотної шкоди навколишньому середовищу; та (ii) оцінка зважених за ризиком наслідків різних варіантів». |

Найважливішими пунктами рішення судді Престона є такі висновки:
- Принцип і супутня потреба вживати запобіжних заходів «спрацьовує», коли існують дві попередні умови: загроза серйозної або незворотної шкоди та наукова невизначеність щодо ступеня можливої шкоди.
- Після того, як обидва будуть задоволені, «пропорційний запобіжний захід може бути вжито для запобігання очікуваній загрозі екологічної шкоди, але він повинен бути пропорційним».
- Загроза серйозної або незворотної шкоди повинна враховувати п'ять факторів: масштаб загрози (локальний, регіональний тощо); уявна цінність середовища, що перебуває під загрозою; чи керовані можливі впливи; рівень громадського занепокоєння та чи є раціональне або наукове підґрунтя для занепокоєння.
- Розгляд рівня наукової невизначеності має включати фактори, які можуть включати: що буде достатнім доказом; рівень і вид невизначеності; і потенціал для зменшення невизначеності.
- Принцип перекладає тягар доведення. Якщо цей принцип застосовується, тягар переноситься: «особа, яка ухвалює рішення, повинна припустити, що загроза серйозної або незворотної шкоди навколишньому середовищу є… реальністю [і] тягар демонстрації цієї загрози… незначний, повертається до ініціатора…»
- Принцип запобіжних заходів передбачає превентивні дії: «принцип дозволяє вживати превентивних заходів, не чекаючи, поки реальність і серйозність загрози стануть повністю відомими».
- «Принцип обережності не слід використовувати, щоб намагатися уникнути всіх ризиків».
- Відповідні запобіжні заходи залежатимуть від сукупного ефекту «ступеню серйозності та незворотності загрози та ступеня невизначеності… чим суттєвіша та невизначеніша загроза, тим більше… необхідні запобіжні заходи». «…слід вживати заходів… пропорційних потенційним загрозам».

#### Філіппіни
Петиція, подана 17 травня 2013 року екологічною організацією Грінпіс Південно-Східної Азії та коаліцією фермерів і вчених Masipag (Magsasaka at Siyentipiko sa Pagpapaunlad ng Agrikultura), просили апеляційний суд припинити висаджування Bt-баклажанів на тестових полях, зазначивши, що наслідки такого починання для навколишнє середовище, місцеві культури та здоров'я людей досі невідомі. Апеляційний суд задовольнив клопотання, посилаючись на принцип обережності, за яким «якщо діяльність людини може призвести до загрози серйозної та незворотної шкоди навколишньому середовищу, що є науково вірогідним, але невизначеним, необхідно вжити заходів, щоб уникнути або зменшити загрозу». Відповідачі подали клопотання про перегляд у червні 2013 року, і 20 вересня 2013 року Апеляційний суд вирішив залишити в силі їх травневе рішення, заявивши, що польові випробування bt talong порушують конституційне право людей на «збалансовану та здорову екологію». 8 грудня 2015 року Верховний суд назавжди припинив польові випробування Bt (Bacillus thuringiensis) talong (баклажани), залишивши в силі рішення апеляційного суду, який припинив польові випробування генетично модифікованих баклажанів. Суд першим у світі прийняв у своєму рішенні принцип застереження щодо ГМО-продуктів. Пізніше рішення Верховного суду було скасовано після апеляції дослідників Філіппінського університету Лос Баньос.

#### Корпоративний
Body Shop International, британська косметична компанія, включила принцип обережності у свою хімічну стратегію 2006 року.

### Навколишнє середовище та здоров'я
Сфери, які зазвичай стосуються принципу застережності, це можливість:
- Глобальне потепління або взагалі різка зміна клімату
- Вимирання видів
- Введення нових продуктів у навколишнє середовище з потенційним впливом на біорізноманіття (наприклад, генетично модифіковані організми)
- Загрози громадському здоров'ю через нові захворювання та методи (наприклад, ВІЛ, що передається через переливання крові)
- Довгостроковий вплив нових технологій (наприклад, занепокоєння здоров'ям щодо випромінювання від мобільних телефонів та інших електронних комунікаційних пристроїв)
- Стійке або сильне забруднення (наприклад, азбест, ендокринні руйнівники)
- Безпека харчових продуктів (наприклад, хвороба Крейтцфельда-Якоба)
- Інші нові питання біобезпеки (наприклад, штучне життя, нові молекули)

Принцип запобіжних заходів часто застосовується до біологічних полів, тому що зміни не можна легко стримати, і вони можуть бути глобальними. Цей принцип має менше значення для закритих галузей, як-от аеронавтика, де небагато людей, які зазнають ризику, дали інформовану згоду (наприклад, пілот-випробувач). У випадку технологічних інновацій стримування впливу, як правило, складніше, якщо ця технологія може самовідтворюватися. Білл Джой підкреслив небезпеку відтворення генетичних технологій, нанотехнологій і роботизованих технологій у своїй статті в Wired «Чому ми не потрібні майбутньому», хоча він конкретно не цитує принцип запобіжних заходів. Застосування цього принципу можна побачити в державній політиці, що вимагає від фармацевтичних компаній проведення клінічних випробувань, щоб довести, що нові ліки є безпечними.
Філософ з Оксфорда Нік Бостром обговорює ідею майбутнього потужного суперінтелекту та ризики, якщо він спробує отримати контроль над матерією на атомному рівні.
Застосування принципу змінює статус інновацій та оцінку ризику: це не ризик, якого слід уникати або змінювати, а потенційний ризик, якому слід запобігати. Отже, у випадку регулювання наукових досліджень, крім науковця та регулятора, є третя сторона: споживач.
В аналізі застосування принципу обережності до нанотехнологій Кріс Фенікс і Майк Тредер стверджують, що існують дві форми принципу, які вони називають «суворою формою» та «активною формою». Перша «вимагає бездіяльності, коли дії можуть становити ризик», тоді як друге означає «вибір менш ризикованих альтернатив, коли вони доступні, та […] прийняття відповідальності за потенційні ризики». Томас Алуред Фаунс виступає за більш суворе застосування принципу запобіжних заходів регуляторами хімічних і медичних технологій, зокрема щодо наночастинок TiO2 і ZnO в сонцезахисних кремах, біоцидного наносрібла у водних шляхах і продуктів, виробництво, поводження з якими або переробка яких наражає людей на ризик вдихання багатьох речовин. вуглецеві нанотрубки зі стінкою.

### Управління ресурсами

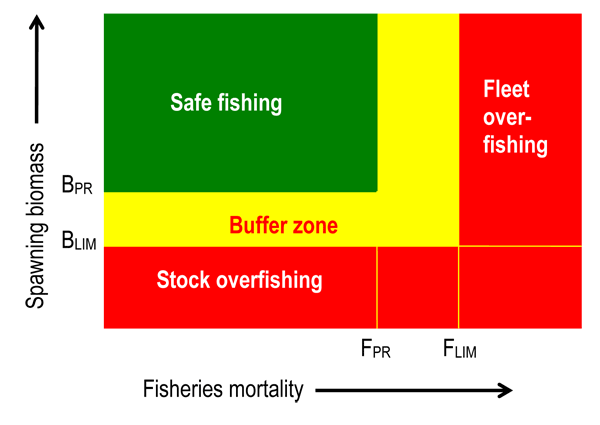
Конвенція про колір світлофора, що демонструє концепцію правил контролю вилову (HCR), вказуючи, коли план відновлення є обов'язковим з точки зору запобіжних і граничних контрольних точок для нерестової біомаси та рівня смертності від рибальства

Декількома природними ресурсами, такими як рибні запаси, тепер керують запобіжним підходом через правила контролю вилову (HCR), засновані на принципі запобіжних заходів. На малюнку показано, як цей принцип реалізується в управлінні промислом тріски, запропонованим Міжнародною радою з вивчення моря. 
У класифікації видів, що знаходяться під загрозою зникнення, принцип запобіжних заходів означає, що якщо є сумніви щодо точного природоохоронного статусу тварини чи рослини, слід вибрати той, який спричинив би реалізацію найсильніших заходів захисту. Таким чином, такий вид, як сріблястий голуб, який може існувати у значних кількостях і просто бути недостатньо зареєстрованим або, ймовірно, давно вимерлим, не класифікується як «дефіцит даних» або «вимерлий» (що обидва не потребують жодних захисних заходів для бути взяті), але як «під загрозою зникнення» (охоронний статус, який надає потребу в найсильнішому захисті), тоді як смарагдовий шпак, який стає все більш рідкісним, але, ймовірно, ще не перебуває під загрозою зникнення, класифікується як «недостатньо даних», оскільки існує нагальна потреба дослідження для з'ясування його статусу, а не для збереження, щоб врятувати його від вимирання. 
Якщо, наприклад, велика підземна водойма, яку люди використовують для питної води, забруднена бактеріями (наприклад, Escherichia coli O157:H7, Campylobacter або Leptospira), і джерелом зараження є велика підозра, що це молочні корови, але точна наука ще не в змозі надати абсолютних доказів, корів слід вилучити з навколишнього середовища, поки молочна промисловість не доведе, що вони не є джерелом зараження, або поки галузь не гарантує, що таке забруднення не повториться. 

### Принцип обережності щодо чуття тварин
Звернення до принципу обережності часто характеризують дискусії щодо чуття тварин — тобто питання про те, чи здатні тварини відчувати «суб'єктивні переживання з привабливою чи відразливою якістю», такі як біль, задоволення, щастя чи радість. — щодо питання про те, чи повинні ми законодавчо захищати розумних тварин. Філософ LSE Джонатан Бірч запропонував версію принципу обережності, яка підходить для проблеми чуттєвості тварин: «Ідея полягає в тому, що коли докази розуму є непереконливими, ми повинні „дати тварині сумніви“ або „помилитися на боці обережності“ при формулюванні законодавства про захист тварин». Оскільки ми не можемо досягти абсолютної впевненості щодо того факту, що деякі тварини розумні, було використано принцип запобіжних заходів, щоб надати потенційно розумним тваринам «основний правовий захист». Формулювання Берча принципу обережності чуття тварин виглядає так:
|  | Якщо існує загроза серйозних негативних наслідків для добробуту тварин, відсутність повної наукової впевненості щодо стану тварин, про яких ідеться, не повинна використовуватися як причина для відкладення економічно ефективних заходів для запобігання таким наслідкам. |

Ця версія принципу обережності складається з епістемічного правила та правила ухвалення рішення. Перше стосується «доказового бар'єру», який повинен бути необхідним для свідомості тварин. Іншими словами, скільки доказів осудності необхідно, щоб ухвалити рішення про застосування запобіжних заходів? За словами Бірча, лише деяких доказів буде достатньо, а це означає, що планка доказів має бути встановлена на низькому рівні. Берч пропонує розглядати докази того, що певні тварини є розумними, достатніми, коли було отримано «статистично значущі докази… наявності принаймні одного достовірного показника розумових якостей принаймні в одному з видів цього загону». Берч каже, що з практичних міркувань доказ розумності має стосуватися розряду, так що якщо один вид відповідає умовам розумності, то всі види того самого розряду повинні вважатися розумними і, таким чином, повинні бути захищені законом. Це пов'язано з тим, що, з одного боку, «досліджувати почуття окремо в різних загонах» можливо, тоді як з іншого боку, оскільки деякі загони включають тисячі видів, було б неможливо досліджувати їхнє відчуття окремо.
Більше того, планка доказів має бути настільки низькою, що для застосування принципу обережності буде достатньо лише одного показника розумності у видів певного ряду. Таким індикатором має бути «спостережуване явище, яке можна виявити за допомогою експериментів, і має бути достовірним те, що наявність цього індикатора пояснюється свідомістю». Списки таких критеріїв для виявлення болю у тварин вже існують. Мета полягає в тому, щоб створити аналогічні списки для інших критеріїв чутливості, таких як щастя, страх або радість. Наявність одного з цих критеріїв має бути продемонстровано за допомогою експериментів, які мають відповідати «звичайним науковим стандартам».
Стосовно другої частини принципу обережності, пов'язаного з свідомістю тварин, правило ухвалення рішення стосується вимоги про те, що ми повинні діяти, коли є достатньо доказів серйозно поганого результату. За словами Берча, «ми повинні прагнути включити в сферу дії законодавства про захист тварин усіх тварин, для яких є достатні докази розуму, відповідно до стандарту достатності, описаного [вище]». Іншими словами, правило ухвалення рішення стверджує, що коли вищезазначену низьку доказову планку буде досягнуто, ми повинні діяти обережно. Пропозиція Беріча також «навмисно залишає відкритим питання про те, як і в якій мірі має регулюватися поводження з цими тваринами», таким чином також залишаючи відкритим зміст правил, оскільки це значною мірою залежатиме від тварини, про яку йдеться.

## Критика
Критики цього принципу використовують аргументи, подібні до аргументів проти інших формулювань технологічного консерватизму.

### Внутрішня неузгодженість: застосування сильного ПП ризикує завдати шкоди
Суворі формулювання принципу запобіжності, незважаючи на його найосновніші положення (тобто, що його слід застосовувати лише там, де ризики є потенційно катастрофічними та нелегко обчислити), коли застосовуються до самого принципу як політичного рішення, перевершують його власну мету зниження ризику.:26ff Запропонована причина полягає в тому, що запобігання виходу інновацій на ринок означає, що можуть використовуватися лише поточні технології, а сучасна технологія сама по собі може завдати шкоди або залишити потреби незадоволеними; існує ризик заподіяння шкоди шляхом блокування інновацій. Як написав Майкл Крайтон у своєму романі «Держава страху»: «Правильно застосований „принцип обережності“ забороняє принцип обережності».
Наприклад, заборона атомних електростанцій на підставі занепокоєння щодо низькоймовірних ризиків зі значними наслідками означає продовження покладатися на електростанції, які спалюють викопне паливо, яке продовжує викидати парникові гази та тисячі смертей від забруднення повітря.:27
У 2021 році у відповідь на перші повідомлення про рідкісні тромби, які спостерігалися у 25 пацієнтів із 20 мільйонів, вакцинованих вакциною Astra-Zeneca проти COVID-19 низка країн-членів Європейського Союзу призупинила використання вакцини, посилаючись на «принцип обережності». Це зазнало критики з боку інших держав ЄС, які відмовилися призупинити програму вакцинації, заявивши, що «запобіжні» рішення зосереджені на неправильному ризику, оскільки затримка програми вакцинації призводить до більшої кількості певних смертей, ніж будь-які ще непідтверджені ускладнення.
В іншому прикладі положення про небезпечні забруднювачі повітря в поправках до Закону США про чисте повітря від 1990 року є прикладом принципу обережності, за яким тепер обов'язок довести, що перерахована сполука є нешкідливою. За цим правилом не робиться різниці між тими забруднювачами повітря, які становлять вищий або менший ризик, тому оператори, як правило, вибирають менш перевірені агенти, яких немає в існуючому списку.
 
|  | Сама основа принципу обережності полягає в тому, щоб уявити собі найгірше без підтверджуючих доказів... ті, хто має найтемнішу уяву, стають найвпливовішими. Adam Curtis. The Power of Nightmares |

### Блокування інновацій і прогресу в цілому
Оскільки застосування сильних формулювань принципу обережності може бути використано для блокування інновацій, технологія, яка приносить переваги, може бути заборонена за принципом обережності через її потенціал негативного впливу, залишаючи позитивні переваги нереалізованими.:201
Принцип обережності ставиться під етичний сумнів на тій підставі, що його застосування може заблокувати прогрес у країнах, що розвиваються.
 
|  | Принцип обережності становить серйозну небезпеку для нашого здоров'я, яка виходить далеко за межі породження непотрібних неврозів. Найбільшим корелятом нашого здоров'я і благополуччя є рівень життя, який вимірюється традиційними економічними та фізичними показниками. Люди в технологічно розвинених суспільствах страждають від меншої кількості хвороб і живуть довше, ніж у менш розвинених країнах. Найбільшим вбивцею у світі є не генетично модифікована соя, залишки пестицидів чи навіть тютюн. Це те, що має код Z59.5 у Міжнародній класифікації хвороб і є причиною більшої кількості смертей у світі, ніж будь-який інший окремий фактор. Він визначається як "крайня бідність". Social Issues Research Centre |

### Невиразність і правдоподібність
Принцип обережності вимагає дії в умовах наукової невизначеності, але деякі формулювання не вказують на мінімальний поріг імовірності ризику, який діє як «пускова» умова, тому будь-які ознаки того, що запропонований продукт або діяльність можуть завдати шкоди здоров'ю або середовища достатньо, щоб застосувати принцип. У Санчо проти Міністерства енергетики США, Гелен Ґіллмор, старша окружна суддя, написала у відхиленні позову Вагнера, який включав популярне занепокоєння, що Великий андронний колайдер може спричинити «знищення Землі» чорною дірою:
|  | Нанесення тілесних ушкоджень фактично вимагає певної "достовірної загрози заподіяння шкоди". "Cent. Delta Water Agency v. United States", 306 F.3d 938, 950 (9th Cir. 2002). Вагнер щонайбільше стверджував, що експерименти на Великому адронному колайдері ("Колайдері") мають "потенційні несприятливі наслідки". Спекулятивний страх перед майбутньою шкодою не є фактичною шкодою, достатнім для того, щоб отримати право на звернення до суду. Mayfield, 599 F.3d at 970. |

### Запобіжна дилема
Найпоширеніше заперечення проти принципу обережності об'єднує два вищезазначені заперечення у форму дилеми. Це стверджує, що жодна з двох доступних інтерпретацій принципу не є правдоподібною: слабкі формулювання (які стверджують, що запобіжні заходи перед лицем невизначеної шкоди допустимі) є тривіальними, тоді як сильні формулювання (які стверджують, що запобіжні заходи перед обличчям невизначеної шкоди) є тривіальними. є обов'язковим) є незв'язними. Щодо першої частини дилеми Кесс Санстайн стверджує:
|  | Слабкі версії принципу обережності стверджують істину, яка в принципі не викликає сумнівів і необхідна на практиці лише для боротьби з громадською плутаниною або корисливими претензіями приватних груп, які вимагають однозначних доказів шкоди, чого не вимагає жодне раціональне суспільство.:24 |

Якщо все, що стверджує (слабкий) принцип, полягає в тому, що дозволено діяти запобіжним чином, коли існує можливий ризик заподіяння шкоди, то це є тривіальною істиною і, таким чином, не є корисним.
Однак, якщо ми сформулюємо принцип у більш сильному сенсі, схоже, що він виключає всі варіанти дій, включаючи запобіжні заходи, які він має на меті відстоювати. Це пояснюється тим, що, якщо ми обумовлюємо, що запобіжні заходи необхідні перед лицем невизначеної шкоди, а запобіжні заходи також несуть ризик заподіяння шкоди, запобіжний принцип може як вимагати, так і забороняти дію одночасно. Ризик того, що політика призведе до катастрофічної шкоди, завжди можливий. Наприклад: заборона генетично модифікованих культур ризикує значно скоротити виробництво продуктів харчування; встановлення мораторію на ядерну енергетику загрожує надмірною залежністю від вугілля, що може призвести до більшого забруднення повітря; вжиття екстремальних заходів для уповільнення глобального потепління загрожує зубожінням і погіршує здоров'я для деяких людей. Сильна версія принципу обережності, яка полягає в тому, що «[i]t забороняє ті самі кроки, яких вимагає»,:26 тому не може бути узгодженим. Як заявляє Санстейн, це не захист, а «паралізування». :34

## Подальше читання
- Kai Purnhagen, «The Behavioural Law and Economics of the Precautionary Principle in the EU and its Impact on Internal Market Regulation», Wageningen Working Papers in Law and Governance 2013–04,
- Arrow, K.J. та ін. (1996). Is There a Role for Cost-Benefit Analysis in Environmental, Health, and Safety Regulation?. Science. 272 (5259): 221—2. doi:10.1126/science.272.5259.221. PMID 8602504.
- Andorno, Roberto (2004). The Precautionary Principle: A New Legal Standard for a Technological Age. Journal of International Biotechnology Law. 1: 11—19. doi:10.1515/jibl.2004.1.1.11.
- Communication from the European Commission on the precautionary principle Brusells (2000)
- European Union (2002), European Union consolidated versions of the treaty on European Union and of the treaty establishing the European community, Official Journal of the European Union, C325, 24 December 2002, Title XIX, article 174, paragraph 2 and 3.
- Greenpeace, «Safe trade in the 21st Century, Greenpeace comprehensive proposals and recommendations for the 4th Ministerial Conference of the World Trade Organisation» pp. 8–9
- Harremoës, Poul; David Gee; Malcolm MacGarvin; Andy Stirling; Jane Keys; Brian Wynne; Sofia Guedes Vaz (October 2002). The Precautionary Principle in the 20th Century: Late Lessons from Early Warnings — Earthscan, 2002. Review. Nature. 419 (6906): 433. doi:10.1038/419433a.
- O'Riordan, T. and Cameron, J. (1995), Interpreting the Precautionary Principle, London: Earthscan Publications
- Raffensperger, C., and Tickner, J. (eds.) (1999) Protecting Public Health and the Environment: Implementing the Precautionary Principle. Island Press, Washington, DC.
- Rees, Martin. Our Final Hour (2003).
- Recuerda Girela, M.A., (2006), Seguridad Alimentaria y Nuevos Alimentos, Régimen jurídico-administrativo. Thomson-Aranzadi, Cizur Menor.
- Recuerda Girela, M.A., (2006), «Risk and Reason in the European Union Law», European Food and Feed Law Review, 5.
- Ricci PF, Rice D, Ziagos J, Cox LA (April 2003). Precaution, uncertainty and causation in environmental decisions. Environ Int. 29 (1): 1—19. doi:10.1016/S0160-4120(02)00191-5. PMID 12605931.
- Sandin, P. "Better Safe than Sorry: Applying Philosophical Methods to the Debate on Risk and the Precautionary Principle, " (2004).
- Stewart, R.B. «Environmental Regulatory Decision making under Uncertainty». In An Introduction to the Law and Economics of Environmental Policy: Issues in Institutional Design, Volume 20: 71–126 (2002).
- Sunstein, Cass R. (2005), Laws of Fear: Beyond the Precautionary Principle. New York: Cambridge University Press